# Genaharjo
Genaharjo is een bestuurslaag in het regentschap Tuban van de provincie Oost-Java, Indonesië. Genaharjo telt 4363 inwoners (volkstelling 2010).